# Tréogan
Tréogan (bretonisch Treogan) ist eine französische Gemeinde mit 107 Einwohnern (Stand: 1. Januar 2022) im Département Côtes-d’Armor in der Region Bretagne. Sie gehört zum Arrondissement Guingamp und zum Kanton Rostrenen. Zudem ist der Ort Mitglied des 1993 gegründeten Gemeindeverbands Poher Communauté. Die Einwohner werden Tréoganais(es) genannt.

## Geographie
Tréogan liegt etwa 66 Kilometer südwestlich von Saint-Brieuc ganz im Südwesten des Départements Côtes-d’Armor.

## Bevölkerungsentwicklung

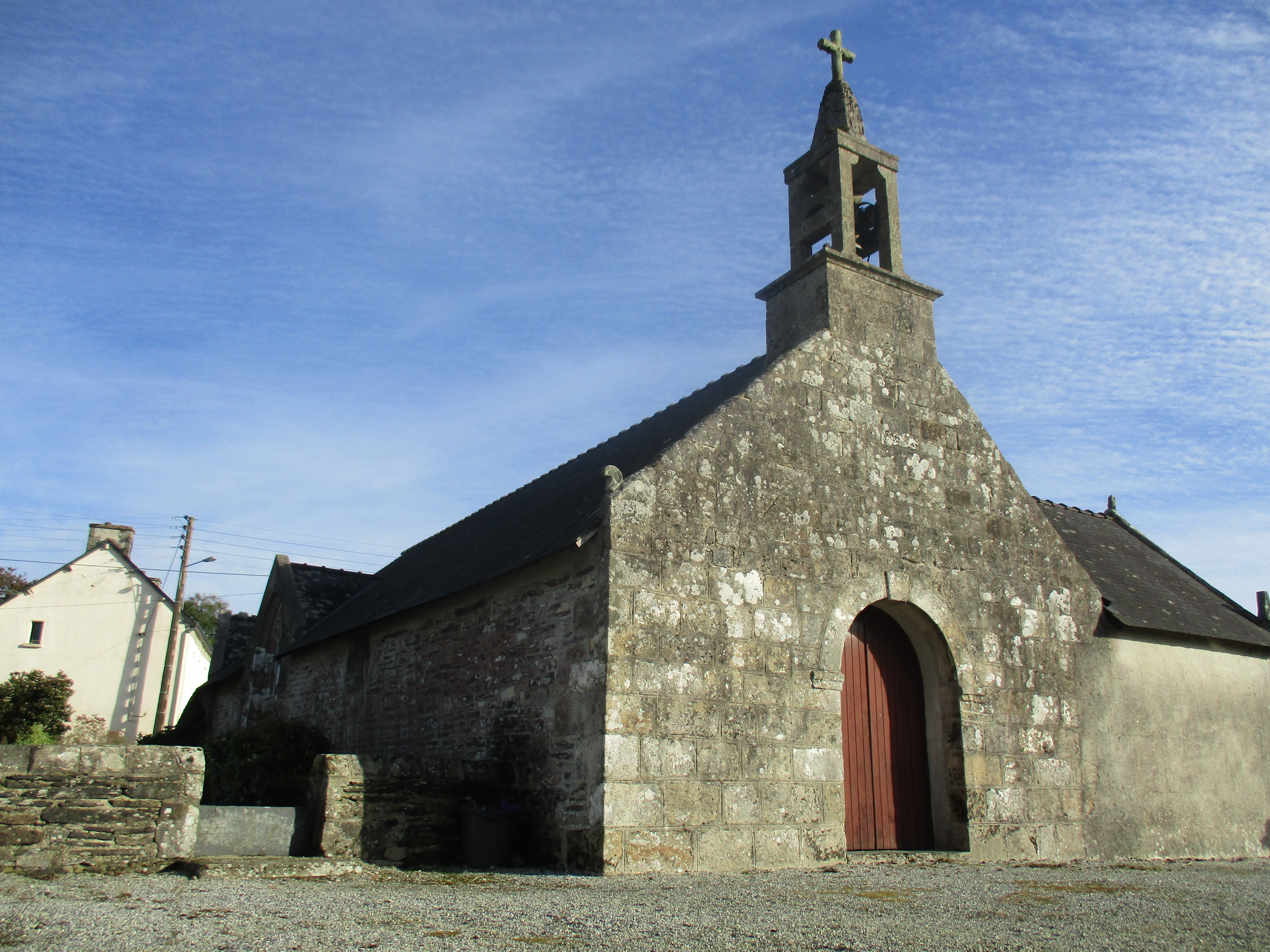
Kirche Saint-Conogan

| Jahr                       | 1793 | 1806 | 1821 | 1831 | 1861 | 1872 | 1926 | 1962 | 1968 | 1975 | 1982 | 1990 | 1999 | 2006 | 2016 |
| Einwohner                  | 193  | 284  | 240  | 301  | 311  | 264  | 424  | 186  | 168  | 160  | 162  | 138  | 119  | 103  | 100  |
| Quellen: Cassini und INSEE |      |      |      |      |      |      |      |      |      |      |      |      |      |      |      |